# Acacia loroloba
Acacia loroloba — вид квіткових рослин з родини бобових. Ареал: Австралія (Квінсленд).

## Середовище
Вид зустрічається в нерівних районах на алювіальних рівнинах і родючих рівнинах, на глинистих або піщаних ґрунтах, переважно як частина відкритих лісів або лісистих угруповань.

## Біоморфологічна характеристика
Зазвичай дерево досягає 9 метрів у висоту. Червона або зелена кора гладка і з віком стає сірою або коричневою. Вид має темно-коричневі, від чорного до темно-синього кольору голі гілочки, які в незрілому стані мають помітні гребені. Кінчики молодого листя мають блідо-жовтий або золотистий колір і оксамитові волоски. Темно-зелене та коричне листя тримається на черешку довжиною 0,5–1,6 см. Кожен рахіс має довжину від 3,5 до 8 см і містить від 10 до 18 пар листочків. Цвіте здебільшого в період з грудня по березень, але іноді цвіте з липня по серпень, переважно після дощів. Утворює прості суцвіття, розташовані переважно в пазушних китицях. Кулясті квіткові голови містять від 19 до 23 блідо-жовтих квіток. Стручки від коричневого до чорного кольору мають більш-менш прямі боки, довжину від 6 до 14 см і ширину від 6 до 9 мм.